# A szabadság rabszolgái
A szabadság rabszolgái a Bikini együttes 1997-ben megjelent nagylemeze, a zenekar hetedik nagylemeze (az Ős-Bikini albumait is beszámítva a kilencedik).
Az együttes öt év után állt újra össze és folytatta a dalok írását. Ez az egyetlen Bikini-album, ahol két gitáros játszik, hiszen ezen a lemezen Daczi Zsolt mellett Vedres József is szerepel. Továbbá ez az utolsó stúdióalbum, amin ő, Hirleman Bertalan, és Kató Zoltán is játszanak.

## Számok listája
| #  | Cím                         | Szerző                                            | Hossz |
| -- | --------------------------- | ------------------------------------------------- | ----- |
| 1  | Csak dolgozni ne kelljen    | Jantyik Zsolt - Németh Alajos                     | 4:16  |
| 2  | Valóság állomás             | Daczi Zsolt - Dévényi Ádám                        | 5:07  |
| 3  | Sok itt a dudás             | Hirleman Bertalan - Németh Alajos                 | 3:32  |
| 4  | Eltűnt az élet az utcánkból | Gallai Péter - Horváth Attila                     | 4:38  |
| 5  | Hajnal                      | Daczi Zsolt                                       | 2:52  |
| 6  | Ha lenne holnap             | Gallai Péter - Horváth Attila                     | 5:41  |
| 7  | A szabadság rabszolgái      | Hirleman Bertalan - Jantyik Zsolt - Németh Alajos | 3:57  |
| 8  | Füstmérgezés                | Daczi Zsolt - Dévényi Ádám                        | 4:43  |
| 9  | Vidám a helyzet             | Jantyik Zsolt - Németh Alajos - Vedres József     | 4:49  |
| 10 | Hazafelé                    | Kató Zoltán                                       | 4:09  |
| 11 | Már semmit sem érzek        | Jantyik Zsolt - Németh Alajos                     | 5:34  |
| 12 | Dalolok a máról             | Németh Alajos                                     | 3:43  |

## Közreműködtek
Bikini együttes:
- D. Nagy Lajos (ének, vokál)
- Daczi Zsolt (gitár)
- Vedres József (gitár)
- Németh Alajos (basszusgitár, billentyűs hangszerek)
- Gallai Péter (billentyűs hangszerek, ének)
- Hirlemann Bertalan (dob)
- Kató Zoltán (szaxofon)
- Czerovszky Henriett (vokál)
- Horváth Tünde (baráti suttogás)